# For the Love of Spock
For the Love of Spock és una pel·lícula documental estatunidenca del 2016 sobre l'actor Leonard Nimoy produïda per 455 Films i dirigida pel seu fill Adam Nimoy, que la va iniciar abans de la mort del seu pare, als 83 anys, el 27 de febrer de 2015.
El documental tracta de la història del personatge Spock, el seu impacte en la ciència-ficció i la cultura popular, i la càrrega que la fama del personatge va imposar a la vida personal i familiar de Nimoy, des del punt de vista del seu fill.

## Sinopsi
La pel·lícula analitza la vida i la carrera de l'actor Leonard Nimoy, i el seu personatge emblemàtic, el Sr. Spock. Inclou entrevistes amb el repartiment, el grup i persones relacionades amb Star Trek, aficionats a convencions, així com records personals.
Com assenyala Odie Henderson de RogerEbert.com, For the Love of Spock és més que una simple herba gatera per a Trekkies. També és un examen sovint dolorós de la difícil relació pare/fill que va existir entre el cineasta Adam Nimoy i el seu famós pare, Leonard."

## Producció
El Dia d'Acció de Gràcies de 2014, Adam Nimoy va començar a treballar amb el seu pare en un documental sobre Spock, per commemorar el 50è aniversari de Star Trek (sèrie original). Després de la mort de Leonard Nimoy el 27 de febrer de 2015, l'afany d'afecte dels fans de Star Trek el va impulsar a ampliar l'abast de la pel·lícula per abastar la vida i la carrera del seu pare més enllà de Spock.
Per tal de llicenciar les fotografies fixes i els clips de pel·lícules de la televisió i els llargmetratges de Spock a temps per completar el documental el 2016, Adam Nimoy va llançar una campanya Kickstarter el juny de 2015, amb l'objectiu de recaptar 600.000 dòlars EUA en un mes que va atreure interès mundial. Per la al final de la campanya, 9.439 patrocinadors van prometre 662.640 dòlars EUA, convertint-se en el micromecenatge més reeixit del període.
La producció va continuar amb entrevistes a William Shatner, George Takei, Walter Koenig, Nichelle Nichols, Chris Pine, Zachary Quinto, Simon Pegg, Zoe Saldana, Jim Parsons, Jason Alexander, Neil deGrasse Tyson i J. J. Abrams.
Adam Nimoy també apareix com ell mateix a "The Spock Resonance", l'episodi del 5 de novembre de 2015 de la comèdia de la CBS The Big Bang Theory, a que va entrevistar a Sheldon Cooper (Jim Parsons) per al documental sobre el seu pare, que va fer un cameo de veu a l'episodi "The Transporter Malfunction" de la cinquena temporada de la sèrie.
S'havia afirmat que Quinto proporcionaria la narració del documental, però Adam Nimoy va trobar que hi havia "tantes entrevistes d'arxiu i enregistraments de veu" que la narració no era necessària.
El primer tràiler del documental es va publicar el 13 d'abril de 2016, i el tràiler cinematogràfic i el pòster el 20 de juliol.

## Estrena
Una versió preliminar de la pel·lícula es va projectar el 16 d'abril de 2016 al Festival de Cinema de Tribeca Va ser seguit per un panell compost per Adam Nimoy, Zachary Quinto, el productor David Zappone, Access Hollywood i el crític Scott Mantz, i com a moderador Gordon Cox de Variety. El llançament del documental acabat s'esperava més tard el 2016.
El 2 de juny de 2016, es va anunciar que els drets mundials del documental havien estat adquirits per Gravitas Ventures, i la pel·lícula estava programada per estrenar-se al cinema dels Estats Units i VOD dia i data el 9 de setembre, un dia després del 50è aniversari de la sèrie original.
Des d'aquesta data, la pel·lícula està disponible a iTunes, Vudu, Vimeo, diversos altres proveïdors de televisió, Netflix i Internet sota demanda (nacional i internacional). També està disponible com a DVD i Blu-ray.

## Recepció
For the Love of Spock va rebre l'aclamació universal de la crítica, i té una puntuació del 100% a Rotten Tomatoes basat en 30 ressenyes, amb una mitjana ponderada de 7,34/10. Metacritic informa d'una puntuació de 74/100 basada en 8 crítiques, indicant "Revisions generalment favorables".
Lance Ulanoff de Mashable va dir a la seva ressenya que "No hi ha manera d'encaixar 83 anys en uns 100 minuts força ràpids. Com a conseqüència, també s'esmenten grans parts de la vida i la carrera de Nimoy. -breument... Això no disminueix For the Love of Spock, en canvi, manté la narració més fermament centrada en el propi Spock i la connexió emocional de Nimoy amb el seu ofici i els que l'envolten." Frank Scheck a la seva ressenya per a The Hollywood Reporter va dir sobre la pel·lícula: "Aquest actor Leonard Nimoy va viure una vida rica i plena es fa de manera vívida clara en l'amorós documental d'Adam Nimoy sobre el seu pare i el seu paper més famós i icònic." Sarah Lewin de Space.com va dir que "El documental explora l'amor dels fans com una força desestabilitzadora en la vida d'Adam Nimoy i com una poderosa declaració de la universalitat del personatge. De fet, a més de Spock i el mateix Nimoy, els fans són el tercer personatge principal de la pel·lícula."

## Premis
For the Love of Spock va guanyar el premi del públic al millor documental al FanTasia de 2016.